# Augustin Almăjan
Augustin Almăjan, menționat uneori Augustin Almășan sau Augustin Almășanu, (n.  ?) a fost un tenor român de la Opera Română din Cluj, care a fost distins cu titlul de artist emerit.

## Biografie
Augustin Almășan (n. 26 noiembrie 1908, Mintiul-Gherlei, jud. Cluj) a fost un cântăreț de operă (tenor) și lied român de la Opera Română din Cluj. A fost distins cu titlul de artist emerit.
În perioada 1926-1930, a urmat studii muzicale Conservatorul din Cluj cu Ionel Crișan și Lya Pop (canto), Traian Vulpescu (teorie-solfegiu), Marțian Negrea (armonie), Mihai Andreescu-Skeletty (armonie, contrapunct), Augustin Bena (cor, dirijat coral). A fost corist între anii 1930-1942 și solist (1942-1963) la Opera Română din Cluj-Napoca. A fost lector la clasa de canto la Institutul Pedagogic din Cluj-Napoca în perioada 1961-1968.
După o activitate de 12 ani de corist și comprimat, are loc debutul ca solist cu rolul Radames în opera Aida, de Verdi, la data de 11 februarie 1942.
A deținut rolurile principale din Carmen, Trubadurul, Bal mascat, Aida, Otello, Paiațe, Cavalleria rusticana, Turandot, Tannhäuser, Dama de pică, Mazeppa, Martha, Fidelio, Bánk-Ban de (Erkel), Enoch Arden (de Gärster), Tosca, Boris Godunov, Năpasta (de Sabin Drăgoi), Făt-Frumos (de H. Klee), Strigoii (de M. Andreescu-Skeletty), Ana Lugojana (de Filaret Barbu), Vânzătorul de păsări și altele.

## Distincții
- titlul de Artist Emerit al Republicii Populare Romîne (26 august 1954) „pentru merite excepționale în domeniul dezvoltării artei”[2]
- Ordinul Meritul Cultural clasa a III-a (12 septembrie 1968) „pentru merite deosebite în activitatea muzicală”[3]